# Newbold (Harborough)
Newbold – przysiółek w Anglii, w Leicestershire, w dystrykcie Harborough, w civil parish Owston and Newbold. Leży 25 km od miasta Leicester. Newbold Saucey jest wspomniana w Domesday Book (1086) jako Neubold.